# Ramón Valvidares y Longo
Fray Ramón Valvidares y Longo (Sevilla, 3 de noviembre de 1769 - 23 de diciembre de 1826), monje jerónimo, poeta, traductor y escritor español.

## Biografía
Fue recibido como novicio en el convento de Bornos, provincia de Cádiz, el 7 de marzo de 1787. Profesó en el monasterio de Santa María del Rosario el 9 de marzo de 1788, de donde se fugó, junto con otro compañero, al año siguiente, el 3 de diciembre de 1789. Pasa más tiempo fuera que dentro del monasterio, a menudo sin justificación y otras veces «con el achaque de sus publicaciones». En febrero de 1807 se considera ya excesivamente prolongada su ausencia y se acuerda usar «de todo rigor» para que vuelva. 
Por el Archivo Histórico Nacional —de donde se extraen estos datos—, se sabe que en Sevilla y en 1814 estaba en trance de montar una imprenta, aunque no parece que regentara ninguna; es lo cierto que su hermano Manuel Valvidares sí regentaba una también en Sevilla. Ramón llegó a ser prior del monasterio de Écija y en 1815 intentó ser nombrado Predicador del rey, lo que no consiguió, aunque sí otros empleos y dignidades eclesiásticos, como examinador sinodal, calificador de la Inquisición, etc. También perteneció a la Real Academia Sevillana de Buenas Letras según Francisco Aguilar Piñal. Conoció la exclaustración en 1809 y se vio obligado a huir a Portugal ante el avance de las fuerzas francesas y, más tarde, al comienzo del Trienio Liberal, fue encarcelado durante un breve periodo. Murió el 23 de diciembre de 1826.
Escribió folletos y ensayos contra Napoleón durante la Guerra de la Independencia, y sátiras contra los liberales como la novela El liberal en Cádiz o aventuras del abate Zamponi (1814), en la que se ridiculiza al personaje principal que quiere ser liberal como si fuese una locura al estilo de la de Don Quijote; el texto, a la vez satírico y paródico, tiene también elementos de novela bizantina y es una de las primeras novelas españolas que se localiza y ambienta durante la Guerra de la Independencia. Fue muy leído su poema épico en doce cantos La Iberiada sobre los sitios que sufrió Zaragoza, y el poema tuvo tanto éxito que incluso conoció una reimpresión. Fue también de los primeros en escribir fábulas políticas en sus Fábulas satíricas, políticas y morales (1811), como hizo Cristóbal de Beña. También tradujo parafrásticamente el Cantar de los Cantares y algunos Salmos.

## Obras
- Descripción poética. La terrible inundación que molestó a Sevilla en los días 26, 27 y principalmente en la desgraciada noche del 28 de diciembre del año de 1796, 1797.
- Sermón moral que en memoria del terremoto acaecido en la ciudad de Sevilla en el año de 1755, y para celebrar la festividad de Todos los Santos, dijo en su iglesia catedral el día primero de noviembre, a presencia de ambos cabildos, el P…, del orden de San Jerónimo, individuo de la real academia Literaria de dicha ciudad, 1807.
- La Victoria. Oda al excmo. Sr. Don francisco Xavier castaños, general en Jefe de los ejércitos de Andalucía, por la batalla ganada a las armas francesas sobre los campos de andujar y Bailén el 20 de julio de 1808, Sevilla, Imprenta de las herederas de D. José Padrino, 1808.
- El desengaño. Discurso histórico, político y legal sobre la falsa política de Napoleón I emperador de los franceses y rey de Italia, etc., Sevilla, Imp. de la calle de la Mar, 1808.
- Fábulas satíricas, políticas y morales sobre el actual estado de la Europa (1811).
- Sermón panegírico que en la anual memoria y solemne festividad, que consagra la ciudad de Sevilla al Todopoderoso, por su feliz restauración y conquista hecha del Yugo mahometano en el año de 1248 por don Fernando III, dijo en su iglesia catedral el 23 de noviembre de 1816 Sevilla, 1816.
- El cantar de los cantares de Salomón. Paráfrasis en verso castellano, según el sentido místico, conforme a la exposición de los padres e intérpretes católicos, 1818.
- Afectos devotos para ejercicio y consuelo de las almas espirituales, sacados de los salmos del real Profeta David, 1820 y Madrid, 1824.
- Relación circunstanciada de las solemnes exequias con que la ilustre y Noble ciudad de Carmona honró la memoria de Nuestra reina y Señora Doña maría isabel de Braganza, en los días 21 y 22 de enero de 1819, con la oración fúnebre que se dijo en ellas, Sevilla, Imprenta Real y Mayor, 1819.
- La Iberiada. Poema épico a la gloriosa defensa de Zaragoza, bloqueada por los franceses desde 14 de junio hasta 15 de agosto de 1808, y desde 27 de noviembre de este año hasta 21 de febrero de 1809 Cádiz: Vicente Lema y D. Diego García Campoy (primer tomo); D. Diego García Campoy (segundo tomo), 1813, 2 vols., 2.ª ed. en 1825.
- El liberal en Cádiz, o aventuras del abate Zamponi. Fábula épica para remedio de locos y preservativo de cuerdos. Por F. R. V., Sevilla,  Imprenta del Correo Político Mercantil, 1814 (novela).
- Disertación teológico-canónica... sobre los diezmos, Madrid, 1824 y con el título Apología teológico- canónica de los diezmos, donde por un enlace no interrumpido de todos los siglos, desde la ley escrita, hasta el Concilio de Trento, se prueba que ellos son de precepto divino, dado por Dios en ambos Testamentos y definido por la iglesia católica en dos concilios generales y en otros muchos nacionales en Madrid, 1825.
- Fábulas incluidas en Antoine Sabatier de Castres, traducido por Juan de Escoiquiz, El amigo de los niños, Madrid, Imprenta de D. Eusebio Aguado, 1830.